# لوسيا مككولوك
لوسيا مككولوك (بالإنجليزية: Lucia McCulloch)‏ هي عالمة نبات أمريكية، ولدت في 26 فبراير 1873 في سينسيناتي في الولايات المتحدة، وتوفيت في 10 فبراير 1955 في أورلاندو في الولايات المتحدة.